# Office of Strategic Services
Office of Strategic Services (Úřad pro strategické služby) byla vojenská zpravodajská služba s vnější působností Spojených států amerických v období od 13. června 1942 do 20. září 1945. Byla zřízena na popud tehdejšího prezidenta USA Franklina Delano Roosevelta a jejím úkolem byl sběr a analýza informací o zemích, které byly ve válce proti USA. V čele OSS byl William Joseph Donovan, který získal inspiraci pro koncept OSS u britské zpravodajské služby Special Operations Executive (zpravodajskou činnost do té doby provádělo více subjektů za absence koordinace a jednotného směru působení). Na jejích základech byla zformována nástupnická zpravodajská služba CIA.

## Historie
Před Office of Strategic Services (OSS) Spojené státy americké neměly ucelený orgán rozvědky a zpravodajské služby. Výzvědnou činnost konala v případě potřeby ministerstva (zejména ministerstvo zahraničí nebo ministerstvo války). Americká armáda měla také oddělení kryptoanalýzy Signal Intelligence Service (SIS). Na domácí půdě měl navíc kontrašpionáž na starosti Federální úřad pro vyšetřování (FBI).
Po vypuknutí druhé světové války britský zpravodajec William Stephenson doporučil americkému prezidentovi F. D. Rooseveltovi zřízení americké zpravodajské služby. Roosevelt poté vyslyšel doporučení Williama J. Donovana, právníka, který od roku 1939 fungoval i coby dobrovolný zpravodajec ve prospěch USA, aby byla zřízena zpravodajská služba. Donovan následně představil plán OSS postavený na vzoru a pravomocích britských Secret Intelligence Service (MI6) a Special Operations Executive (SOE). Donovan si ovšem představoval jednu organizaci, která bude mít na starosti zpravodajskou činnost i zvláštní operace. V červenci 1941 byl Donovan jmenován ředitelem nového úřadu Office of the Coordinator of Information (COI). Vymezená role COI ale byla stále spíše pasivní.
Po útoku na Pearl Harbor v prosinci 1941, který byl později brán jako důsledek zanedbané zpravodajské činnosti, se situace změnila. V červnu 1942 se z COI stala OSS a získala více financí i pravomocí, včetně možnosti konat zvláštní operace v zahraničí. OSS následně začala po světě sbírat informace o fungování a plánech nacistického Německa. Podílela se také na přípravě operace Torch, tedy vylodění Britů a Američanů v Severní Africe. OSS současně operovala v neutrálních zemích (Švédsko, Švýcarsko, Španělsko, Turecko), kde se agenti setkávali s informátory. Ve Švýcarsku například působil zpravodajec Allen Dulles (budoucí ředitel CIA). Takto získávali informace o síle německé armády, produkci ponorek a stavu vývoje nových zbraní. OSS během války provedla několik sabotáží a vedla informační válku. Podporovala také lokální odbojové skupiny. Na vrcholu své činnosti během války měla OSS 24 000 zaměstnanců.
Mezi lety 1943 a 1945 OSS hrála zásadní roli ve vycvičení jednotek Kuomintang v Číně a Barmě k boji proti Japonsku. Současně najímali Kačjiny a jiné domorodé obyvatelstvo na konání sabotáží. OSS vyzbrojovala a cvičila různé odbojové organizace v zemích okupovaných členy Osy, a to například včetně Čínské lidové osvobozenecké armády a Viet Minhu. 
OSS se také podařilo infiltrovat struktury nacistického Německa. Mezi jejich špióny patřil například německý diplomat Fritz Kolbe. Po roce 1943 se OSS navázala na rakouskou odbojovou skupinu kolem Heinricha Maiera, díky čemuž Spojenci získali plány vojenských továren a jejich rozmístění. Ty poté využili pro efektivní bombardování. OSS se podílela v neposlední řadě na operaci Varsity.